# Alue Bu Tuha
Alue Bu Tuha is een bestuurslaag in het regentschap Aceh Timur van de provincie Atjeh, Indonesië. Alue Bu Tuha telt 864 inwoners (volkstelling 2010).